# Chlorocypha sharpae
Chlorocypha sharpae là loài chuồn chuồn trong họ Chlorocyphidae. Loài này được Pinhey mô tả khoa học đầu tiên năm 1972.